# 새뮤얼 보건 메릭

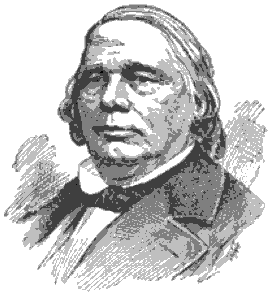
새뮤얼 보건 메릭

새뮤얼 보건 메릭(Samuel Vaughan Merrick, 1801년 5월 4일 ~ 1870년 8월 18일)은 미국의 상품제조업자 겸 펜실베이니아 철도의 초대 회장이다.

## 생애
메인주 케네벡군 핼로웰에서 태어난 메릭은 1816년 고향에서 필라델피아로 이주했는데 이곳에서 그는 친척인 존 보건을 위해 일했다. 그는 연이어 공학 공부를 했고 과학자 윌리엄 키팅(William Keating)과 같이 1824년 공학 기술 촉진을 목표로 프랭클린 협회를 세웠다. 1832년부터 1854년까지 프랭클린 협회 회장을 지냈다. 또한 소방차를 생산하는 메릭 앤 애그뉴(Merrick and Agnew)를 세웠다.1823년 12월 25일 사라 토마스와 결혼해서 1남을 뒀다.1836년 메릭은 사우스워크 아이언 파운드리(Southwark Iron Founndry)를 세웠는데 이는 미국에서 가장 선진적인 가공 공장들 중 하나가 됐으며 증기 프리깃함 미시시피호의 엔진을 제조했다.1870년 8월 18일, 필라델피아에서 사망했다.